# Drosophila ashburneri
Drosophila ashburneri este o specie de muște din genul Drosophila, familia Drosophilidae, descrisă de Tsacas în anul 1984. Conform Catalogue of Life specia Drosophila ashburneri nu are subspecii cunoscute.